# Omate (distrito)

Província General Sánchez Cerro (departamento Moquegua) Peru

O Distrito de Omate é um dos 11 distritos da Província de General Sánchez Cerro, departamento Moquegua, Peru.

## Alcaldes
- 2011-2014: Angel Américo Quispitupac Soto, Partido Somos Peru.
- 2007-2010: Mauricio José Nina Juárez

## Festas
- Semana santa

## Transporte
O distrito de Omate é servido pela seguinte rodovia:
- MO-108, que liga o distrito de Torata à cidade de Puquina [1][2][3]